# Lant csillagkép

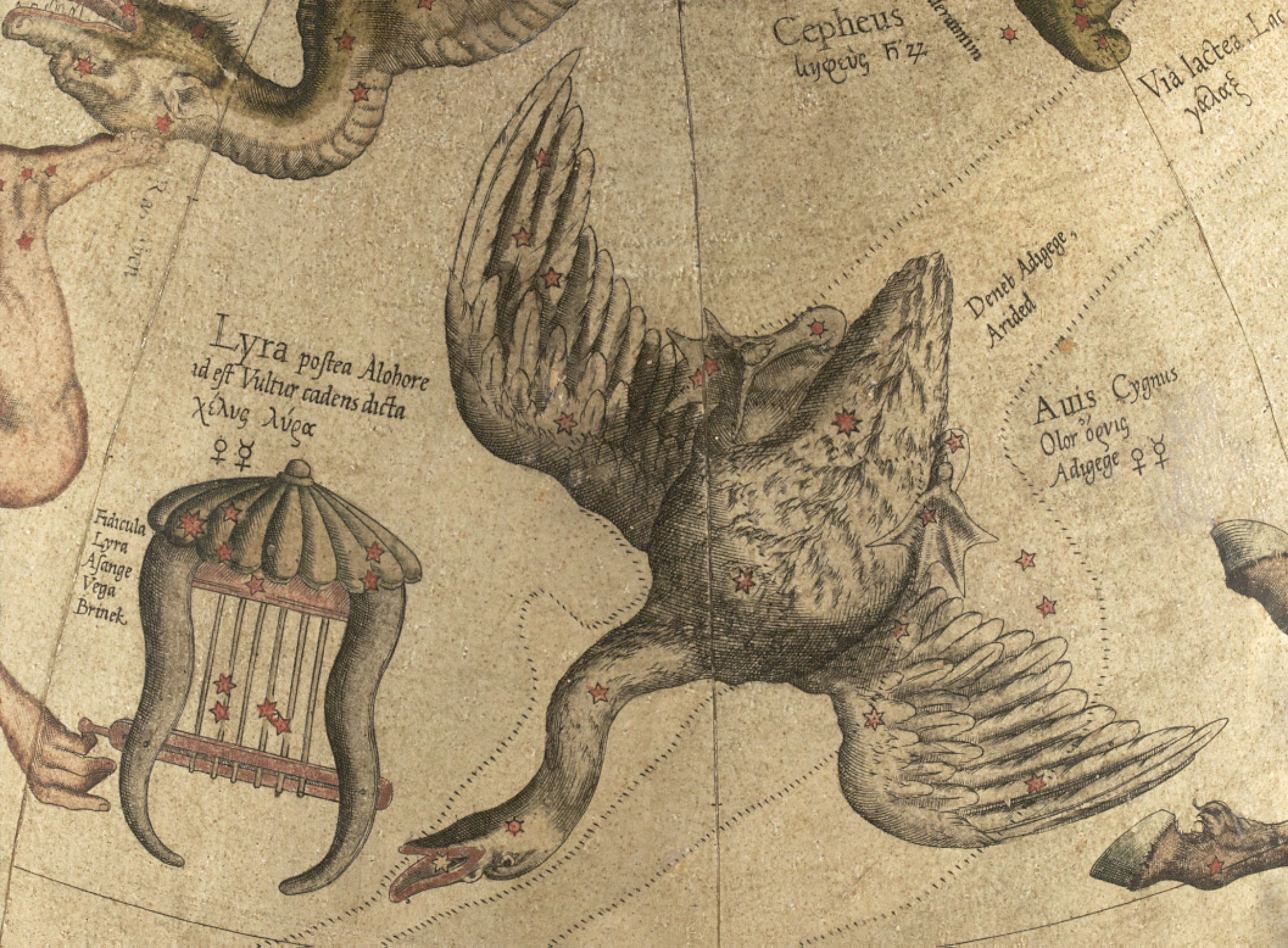
A Lant csillagkép a Mercatorban

A Lant csillagkép

A Lant (latin: Lyra, görög λύρα)) egy csillagkép. Egyike annak a 48 csillagképnek, amelyet az i. sz. 2. században élt Klaudiosz Ptolemaiosz görög csillagász felsorolt, és egyike annak a 88 csillagképnek, amelyet a Nemzetközi Csillagászati Unió is elismer. Legfényesebb csillaga az α Lyrae - Vega, az égbolt egyik legfényesebb csillaga.
A Líra csillagkép az északi féltekén tavasztól őszig látható, míg a déli féltekéről csak a téli hónapokban, az égbolt alján látható.

## Története, mitológia
A régi görögök hangszere volt a líra, innen ered a műnem („líra”) és a csillagkép neve is. A lírát a mitológia szerint Hermész találta fel, de csínytevései miatt Apollónnak kellett adnia. Az egyik monda szerint ez a lant Arióné volt, aki ennek segítségével menekült meg a biztos halálból. Mikor hajóját kalózok támadták meg, csak annyit kért, hogy egy utolsót dalolhasson. Énekével a hajóhoz csalt egy csapat delfint, a vízbe ugrott, az állatok pedig kivitték a partra.
A másik monda Orpheuszhoz fűződik, aki az alvilágból akarta visszahozni kedvesét. Énekével megszelídítette a Kerberoszt, Perszephoné pedig visszaengedte Eurüdikét azzal a feltétellel, hogy Orpheusz nem néz hátra. A dalnok azonban nem bírta ki, hogy vissza ne nézzen, s örökre elveszítette kedvesét.
A lírát a hangszertanban járomlantnak is nevezik, az ógörög szövegek magyar fordításában gyakran lant néven szerepel, ehhez igazodik a csillagkép magyar neve is.

## Csillagok
- α Lyrae - Vega
- β1,2 Lyr - Sheliak: sárgásfehér színű fogyatkozási kettős, 12 nap és 22 óra alatt 3,4 magnitúdóról 4m,3-ra változik. A kísérője kék színű, nyolcadrendű csillag. A kettős észleléséhez kis nyílású távcső is elegendő. A fogyatkozási kettőst két 9m-s csillag kíséri.
- γ Lyr - Sulafat harmadrendű, B9 III osztályba sorolt csillag.
- δ Lyr: egy 6m-s kékesfehér és egy 4m-5m közötti, vörös óriás által alkotott változó kettős.
- ε Lyr - A Dupla Kettős, ötödrendű, fehér színű csillagok alkotják ezt a laza párt. A pár tagjai önmagunkban is szoros kettősök, amelyek kb 75 mm-es nyílású, erős nagyítású távcsővel észlelhetőek.
- RR Lyrae, az RR Lyrae típusú változócsillagok osztályának névadója

## Mélyég-objektumok
- Gyűrűs-köd (Messier 57, NGC 6720): a legismertebb planetáris köd.
- Messier 56 (NGC 6779): laza szerkezetű gömbhalmaz.

## Meteorok
A Lyridáknak nevezett meteorraj évente kétszer bombázza hullócsillagokkal a Földet. Az április 21-22-ei – ez a fényesebb – átlagosan 15, a június 16-ai zápor pedig 8 meteort zúdít óránként az égitestre.

## Fordítás
- Ez a szócikk részben vagy egészben  a   Lyra című angol Wikipédia-szócikk fordításán alapul.  Az eredeti cikk szerkesztőit annak laptörténete sorolja fel. Ez a jelzés csupán a megfogalmazás eredetét és a szerzői jogokat jelzi, nem szolgál a cikkben szereplő információk forrásmegjelöléseként.